# Mellental

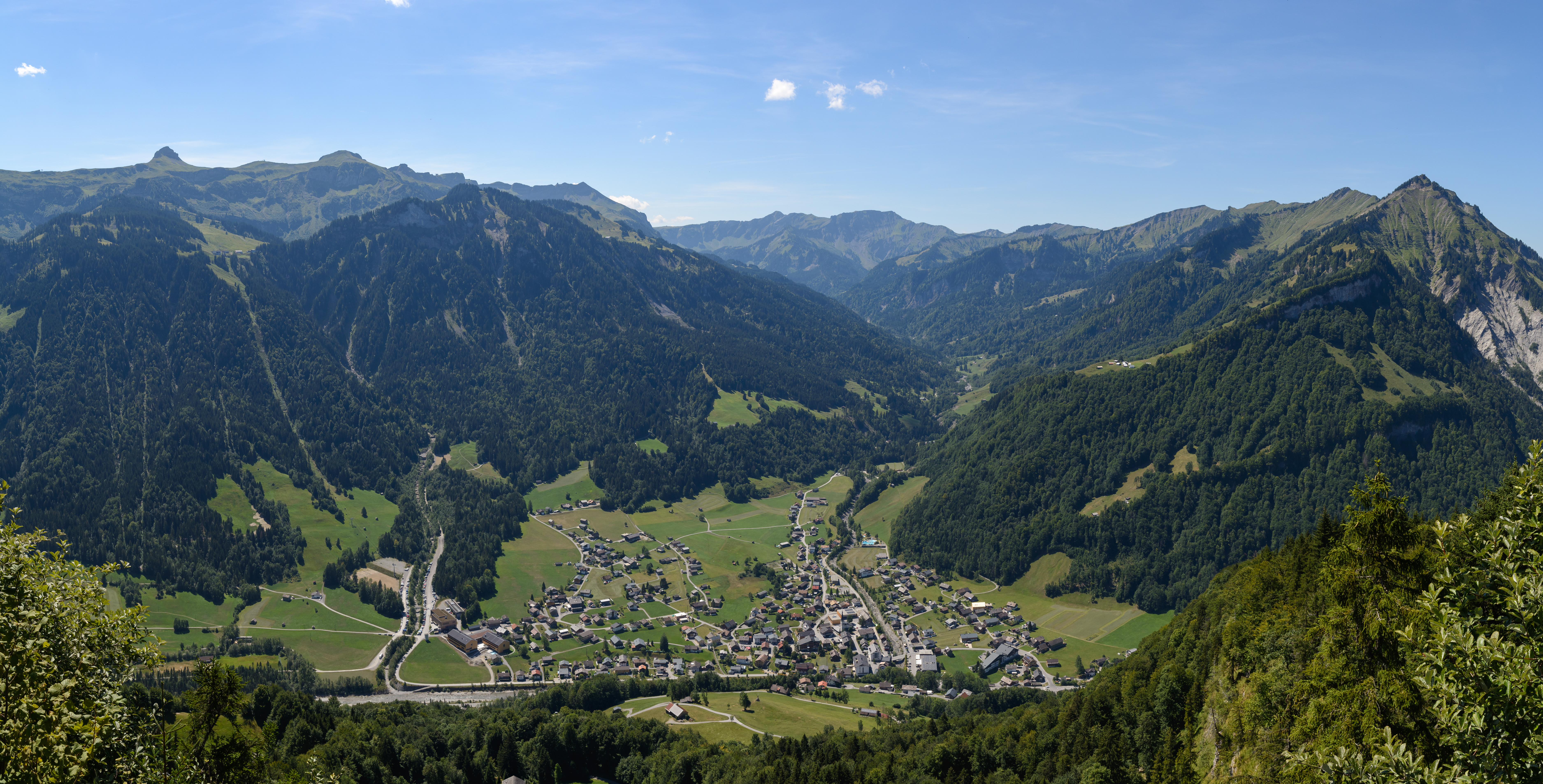
Blick auf Mellau und den dahinter liegenden Taleingang des Mellentals

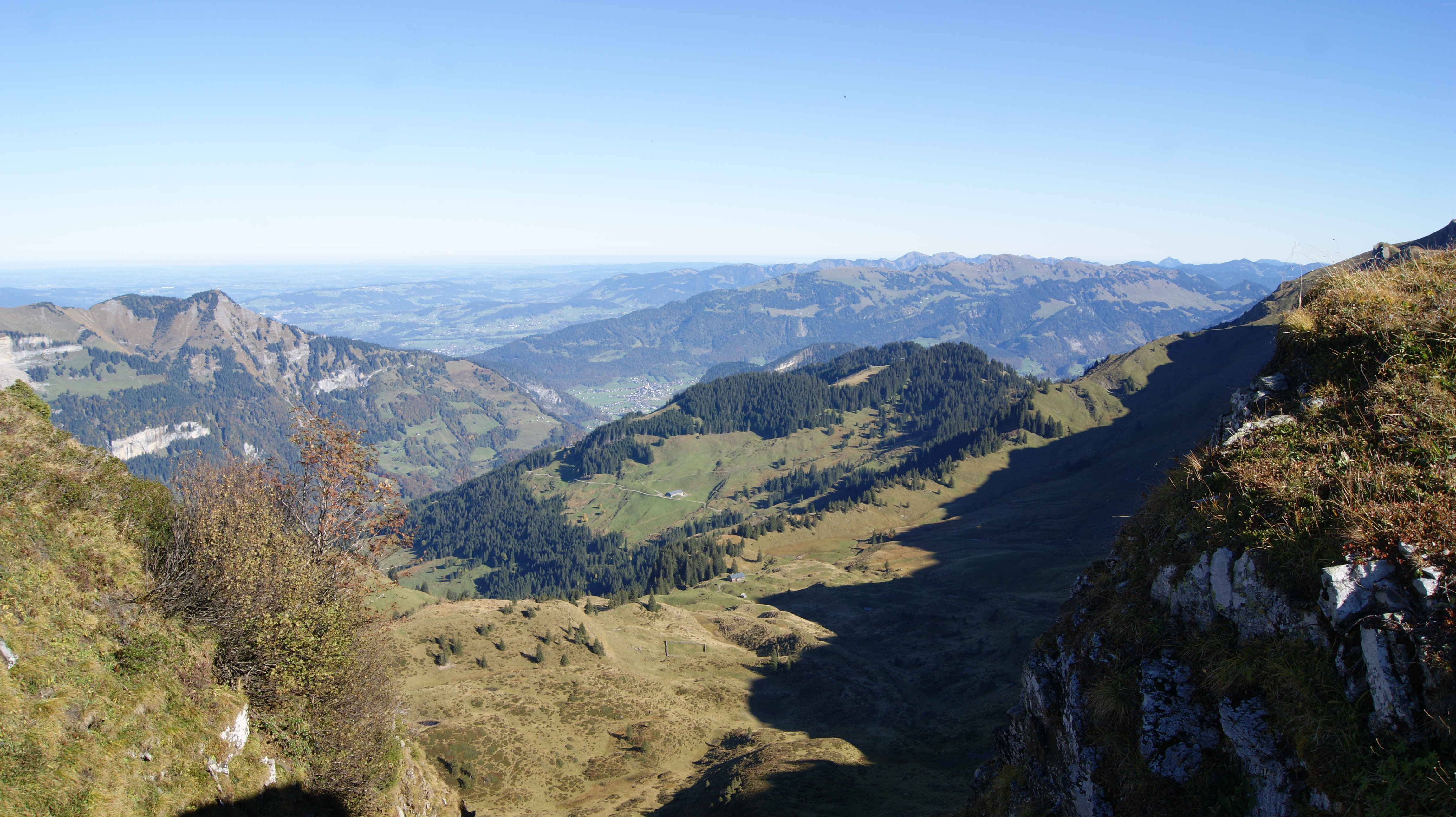
Blick von der südlichen Talseite talauswärts Richtung Mellau

Das Mellental ist ein weitestgehend unbewohntes Seitental des Tals der Bregenzer Ach im Bregenzerwaldgebirge. Es wurde durch den Mellenbach gebildet und wird nordwestlich sowie an seinem südlichen Talende von den Bergen des Dornbirner Firsts, im Süden und Osten von den Damülser Bergen eingerahmt. Bei Mellau trifft der Mellenbach auf die Bregenzer Ach, womit das Tal dort ins Tal der Bregenzer Ach mündet. Der überwiegende Teil des Mellentals gehört politisch zum Gemeindegebiet der Vorarlberger Gemeinde Mellau im Bregenzerwald, während der hintere Teil des Tals den südlichsten Ausläufer des Gemeindegebiets der Stadt Dornbirn bildet.

## Etymologie
Mehrere Ortsnamen im Gebiet von Mellental und Mellenbach tragen das offensichtlich namensgebende Präfix Mellen, das nach Albrecht Greule (dieser nach Geiger) vom rätoromanischen Wort mellen für „gelb“ abstammen soll. Unklar ist, ob sich die Ortsnamen Mellental, Mellenalpe und schließlich auch der Gemeindename Mellau vom Namen des Flusses ableiten, oder ob es sich um eine Gebietsbezeichnung handelt. Beim Ortsnamen Mellau deutet Greule einen Zusammenhang zwischen dem Flussnamen und der Bezeichnung Au als Abkürzung etwa für einen Auwald oder den Fluss an sich an.

## Umwelt und Landwirtschaft
Beinahe der gesamte hintere Teil des Tales (Hintermellen) steht als Teil von Vorarlbergs größtem Naturschutzgebiet Hohe Kugel – Hoher Freschen – Mellental unter Naturschutz.
Das Großraumbiotop Hintermellen ist Lebensraum  gefährdeter  Tierarten  wie Auer-,  Birk-  und  Haselhuhn. Die steilen Felskämme und    Felsabstürze sind  mit subalpinen Vegetationskomplexen mit Grünerlengebüschen, Schuttfluren   und  alpinen Rasen bewachsen  sind,  zeichnet  sich  der  flachere  Talschluss  wie  auch  die Hochebenen  durch  ein  abwechslungsreiches  Mosaik  aus  Alpweiderasen  mit Flach-  und  Übergangsmooren  aus.  Die Talsohle rund um den Mellenbach ist stark bewaldet und, wie das gesamte Tal, Heimat zahlreicher Wildtiere – darunter auch zwei Luchse, die auf Vorarlberger Boden nach deren nahezu vollständiger Ausrottung ab 2012 wieder heimisch geworden sind. Diese Luchse scheinen einer aus der Ostschweiz eingewanderten „Gründergeneration“ anzugehören, die ihrerseits mittlerweile bereits Nachwuchs gezeugt und sich vom Rätikon und Mellental ausgehend ausgebreitet haben dürfte. Im Jahr 2024 wurde auch über Wolfsrisse im hinteren Mellental berichtet, wobei der verursachende Wolf wahrscheinlich ein großes, auch weitere Teile des hinteren Bregenzerwalds umfassendes, Jagdrevier beanspruchte.
Der das Mellental durchfließende Mellenbach ist ein dynamischer Gebirgsbach mit bachbegleitenden Vegetationstypen von Schotterfluren bis zu Auwäldern. Im Verlauf des Mellenbachs wechseln Schluchtstrecken mit kleineren Talweitungen. Besonders hervorzuheben ist das Vorkommen der seltenen Lungenflechte. In bzw. an dem sehr sauberen Bach sind sowohl Bachforellen als auch Wasseramseln und Gebirgsstelze zu finden.
Lediglich im Sommer werden die fruchtbaren Weideflächen an den nordwestlichen und südlichen Hängen des Mellentals im Rahmen der Alpwirtschaft zur Viehweide genutzt. Im Mellental existieren daher sowohl auf Mellauer als auch auf Dornbirner Gemeindegebiet zahlreiche Alpen. Im Winter ist das nur durch wenige Forststraßen und Wanderwege erschlossene Gebiet praktisch unpassierbar. Erst 1971 wurde mit dem Bau der ersten durchgängig befahrbaren Forststraße zur Erschließung der im hintersten Mellental gelegenen Alpe Haslach begonnen, die nach vier Jahren Bauzeit fertiggestellt werden konnte.
Im Jahr 2023 wurden Pläne des Landes-Energieversorgers illwerke vkw bekannt, wonach dieser ursprünglich am Mellenbach im Ortsgebiet von Mellau (auf Höhe des dortigen Feuerwehrhauses) ab 2025 ein Kleinwasserkraftwerk errichten wollte. Die Wasserfassung für dieses Kraftwerk sollte mittels Schlauchwehr im Mellental auf Höhe des Zuflusses von Elmasbach und Wallenbach und damit in unmittelbarer Nähe zum Naturschutzgebiet im hinteren Mellental erfolgen. Aufgrund zahlreicher Bedenken im Hinblick auf den Natur- und Landschaftsschutz und obwohl das Projekt ohne Umweltverträglichkeitsprüfungs-Verfahren realisiert hätte werden können, rückte das Energieversorgungsunternehmen im Jänner 2024 von der ursprünglichen Planung ab und überarbeitete diese stark. Im Februar 2025 wurden die Kraftwerkspläne durch die illwerke vkw AG aufgrund des anhaltenden Widerstandes in der Gemeinde Mellau fallen gelassen.